# Apeadeiro de Mós
O Apeadeiro de Mós, originalmente conhecido por Moz, foi uma interface da Linha do Sabor, que servia a localidade de Mós, no Município de Torre de Moncorvo, em Portugal.

## História

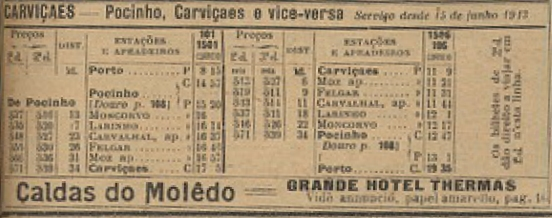
Horário do Linha do Sabor em 1913, onde este apeadeiro surge com o nome original, Moz

Este apeadeiro fazia parte do lanço da Linha do Sabor entre Pocinho e Carviçais, que entrou ao serviço em 17 de Setembro de 1911. A linha foi encerrada em 1988.